# Quedlinburger Zeitung
Die Quedlinburger Zeitung war eine Tageszeitung in Quedlinburg von 1990 bis 1992.

## Geschichte
Am 6. Januar 1990 verteilte die Deister- und Weserzeitung (Dewezet) aus dem niedersächsischen Hameln erstmals eine kostenlose Sonderausgabe in Quedlinburg. Seit dem 19. Februar erschien eine Lokalausgabe in Quedlinburg. Leitender Redakteur wurde der 26-jährige Volontär Michael Maack. Seit dem 13. März trug sie den Namen Quedlinburger Zeitung. Sie erschien im eigenen Zeitungsverlag in Quedlinburg, einige Artikel wurden aber weiterhin von der Dewezet übernommen.
Die Quedlinburger Zeitung war in dieser Zeit die einzige Tageszeitung in der Stadt, daneben gab es noch Lokalausgaben der Mitteldeutschen Zeitung und der Ascherslebener Allgemeinen. Sie beinhaltete zeitweise auch das Amtliche Informationsblatt der Stadt Quedlinburg. Die Zeitung berichtete über die lokalen Veränderungen und die Ereignisse in der Stadt.
Am 30. Mai 1992 stellte die Quedlinburger Zeitung ihr Erscheinen ein.